# والیشوو (استان لهستان بزرگ‌تر)
والیشوو (به لاتین: Waliszewo) یک روستا در لهستان است که در گمینا کوتسکو واقع شده‌است.